# 160-та піхотна дивізія (Третій Рейх)
160-та піхотна дивізія (Третій Рейх) (нім. 160. Infanterie-Division) — піхотна дивізія Вермахту за часів Другої світової війни.

## Історія
160-та піхотна дивізія сформована 29 вересня 1944 року шляхом переформування 160-ї резервної дивізії у складі окупаційних німецьких військ на території Данії.

## Райони бойових дій
- Данія (березень — травень 1945).

## Командування

### Командири
- генерал-лейтенант Фрідріх Гофманн (нім. Friedrich Hofmann) (9 березня — 8 травня 1945).

### Підпорядкованість
| Час     | Корпус | Армія | Група армій (округ)                 | Штаб       |
| ------- | ------ | ----- | ----------------------------------- | ---------- |
| 1945    |        |       |                                     |            |
| квітень |        |       | Окупаційні війська Вермахту в Данії | Копенгаген |

## Склад
| Квітень 1945                           |
| -------------------------------------- |
| 657-й гренадерський полк               |
| 658-й гренадерський полк               |
| 659-й гренадерський полк               |
| 1060-й артилерійський полк             |
| 1016-й інженерний батальйон            |
| 160-та дивізійна фузілерна рота        |
| 1060-й дивізійний батальйон постачання |